# Sonny Clark
Conrad Yeatis (Sonny) Clark (Herminie, 21 juli 1931 - New York, 13 januari 1963) was een Amerikaanse hard bop-jazzpianist. Hij leefde kort, maar is desondanks op veel platen te horen, als leider, maar vooral als sideman van hardbop-musici als Kenny Burrell, Donald Byrd, Paul Chambers, John Coltrane, Dexter Gordon, Art Farmer, Curtis Fuller, Grant Green, Philly Joe Jones, Clifford Jordan, Jackie McLean, Hank Mobley, Art Taylor, enWilbur Ware. 

## Leven en werk
Clark werd geboren en groeide op in een mijnstadje. Toen hij twaalf was verhuisde hij naar Pittsburgh en in 1951 naar San Francisco, waar hij met de tenorsaxofonist Wardell Gray speelde. In 1953 nam hij met Gray en Teddy Charles zijn eerste plaat op. Dat jaar speelde hij met veel Westcoast-muzikanten, zoals Art Pepper. In de periode 1953-1956 werkte hij samen met klarinettist Buddy DeFranco, waarmee hij in 1954 ook in Europa optrad. Met DeFranco maakte hij tevens opnames, die verschenen op Verve. In 1956 speelde hij met de Lighthouse All Stars van Howard Rumsey. Verder speelde hij in die tijd met Serge Chaloff en Sonny Criss en begeleidde hij in 1957 zangeres Dinah Washington. 
In New York werd hij een van de meest opgenomen jazzmusici, als leider en begeleider. Als bandleider nam hij onder meer 'Sonny Clark Trio' (1957), 'Cool Struttin' (1957) en 'Sonny's Crib' (zijn laatste opnames, met John Coltrane, 1959) op, albums die als zijn beste platen worden beschouwd. Hij speelde als sideman op platen van hardbop-muzikanten die opnamen voor (vooral) Blue Note, waaronder Kenny Burrell, Donald Byrd, Grant Green, Jackie McLean, Art Farmer, Hank Mobley, Art Taylor, Dexter Gordon ('Go') en Clifford Jordan. Verder nam hij deel aan opname-sessies van bijvoorbeeld Charles Mingus, Sonny Rollins, Billie Holiday en Lee Morgan. 
Clark was verslaafd aan heroïne en stierf aan een overdosis. Na zijn dood werd zijn werk door jazzliefhebbers (vooral in Japan) nog meer gewaardeerd dan tijdens zijn leven.

## Discografie (selectie)
- Oakland, 1955 (1955), Uptown
- Dial "S" for Sonny (1957), Blue Note
- Sonny's Crib (1957), Blue Note
- Sonny Clark Trio (1957), Blue Note
- Sonny Clark Quintets (1957), Blue Note
- Cool Struttin' (1958), Blue Note
- The Art of The Trio (1958), Blue Note
- Blues in the Night (1958), Blue Note
- My Conception (1959), Blue Note
- Sonny Clark Trio (1960), Time/Bainbridge - with Max Roach, George Duvivier
- Leapin' and Lopin' (1961), Blue Note

Met Tina Brooks
- Minor Move (1958)

Met Serge Chaloff
- Blue Serge (1956)

Met Buddy DeFranco
- In a Mellow Mood (1954)
- Cooking the Blues (1955)
- Autumn Leaves (1956)
- Sweet and Lovely (1956)
- Jazz Tones (1956)

Met Lou Donaldson
- Lou Takes Off (1957)

Met Curtis Fuller
- Bone & Bari (1957)
- Curtis Fuller Volume 3 (1957)
- Two Bones (1958)

Met Dexter Gordon
- Go (1962)
- A Swingin' Affair (1962)

Met Bennie Green
- Soul Stirrin' (1958)
- The 45 Session (1958)
- Bennie Green Swings the Blues (1959)

Met Grant Green
- Gooden's Corner (1961)
- Nigeria (1962)
- Oleo (1962)
- Born to Be Blue (1962)

Met Johnny Griffin
- The Congregation (1957)

Met John Jenkins
- John Jenkins with Kenny Burrell (1957)

Met Philly Joe Jones
- Showcase (Riverside, 1959)

Met Clifford Jordan
- Cliff Craft (1957)

Met Jackie McLean
- Jackie's Bag (1959)
- A Fickle Sonance (1961)
- Vertigo (1962)
- Tippin' the Scales (1962)

Met Hank Mobley
- Poppin' (1957)
- Hank Mobley (1957)
- Curtin Call (1957)

Met Lee Morgan
- Candy (1958)

Met Ike Quebec
- Easy Living (1962)

Met Howard Rumsey's Lighthouse
- Mexican Passport (1956)
- Music for Lighthousekeeping (1956)
- Oboe/Flute (1956)

Met Louis Smith
- Smithville (1958)

Met Stanley Turrentine
- Jubilee Shout!!! (1962)

Met Don Wilkerson
- Preach Brother! (1962)